# Moriola pseudomyces
Moriola pseudomyces är en svampart som tillhör divisionen sporsäcksvampar, och som först beskrevs av Norman, och fick sitt nu gällande namn av Norman. Moriola pseudomyces ingår i släktet Moriola, och familjen Moriolaceae. Arten är reproducerande i Sverige.